# Vilademí
Vilademí és un poble del municipi de Vilademuls (Pla de l'Estany).
Havia estat ens local independent però en desaparèixer l'Antic Règim senyorial va passar a formar part, el 1846, del municipi de Vilademuls. Temporalment, el 1938/39, va formar part del municipi de Fontcoberta.
El seu principal element patrimonial és l'església de Sant Esteve, d'origen romànic però fonamentalment barroca.
A la vora del nucli del poble també hi ha l'ermita esgavellada (segurament del segle xviii) de Sant Roc.